# مارتن إي. تومسون
مارتن إي. تومسون (بالإنجليزية: Martin E. Thompson)‏ هو مهندس مدني ومهندس ومهندس معماري أمريكي، ولد في 1786، وتوفي في 1877.